# Orsola Caccia
Suor Orsola Maddalena Caccia (Moncalvo, 4 dicembre 1596 – 26 luglio 1676) è stata una religiosa e pittrice italiana.

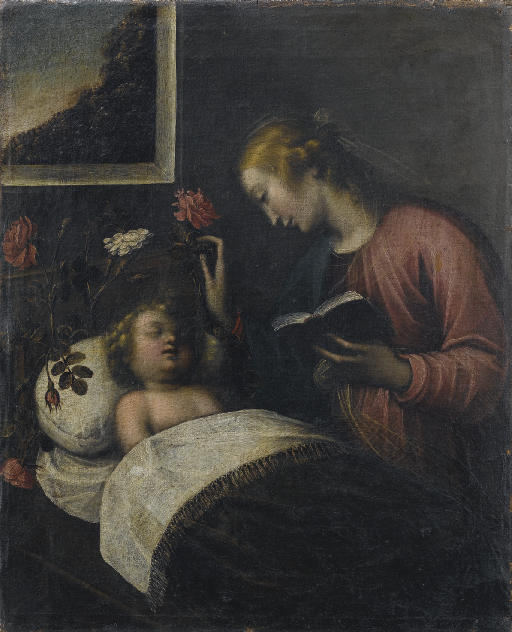
Orsola Maddalena Caccia, Madonna col Bambino, XVII secolo.

Figlia del pittore Guglielmo Caccia e di Laura Oliva, nacque a Moncalvo il 4 dicembre del 1596. È conosciuta per essere stata una delle poche artiste donna ad essersi affermata nello scenario pittorico del Seicento italiano.

## Biografia
Nata nel 1596, figlia di Laura Oliva e del pittore Guglielmo Caccia, viene ricordata per le sue opere (precisamente affreschi e pitture).
Nel 1620 entra nel convento delle Orsoline di Bianzè, solo nel 1625 si trasferisce in un nuovo convento di Moncalvo con le tre sorelle per il volere del padre.
Nella sua pittura ripete temi trattati precedentemente dal padre quali dipinti devoziali per numerose chiese non solo piemontesi. La sua pittura ebbe successo anche presso la famiglia dei Savoia.
Le fonti Settecentesche, in campo pittorico, però, tendono preferire la sorella Francesca. Solo ultimamente sono state identificate alcune nature morte di Maddalena che hanno riscontrato l'interesse degli studiosi.
I primi dipinti a lei attribuiti sono l'Immacolata della parrocchiale di Rosazza, la Madonna col Bambino dormente della parrocchiale di Bianzè e la Natività dei depositi di Palazzo Bianco a Genova. I soggetti affrescati riprendono le idee tipiche del padre e sono collocabili cronologicamente tra il 1615 e il 1620.
Spetta ugualmente alla sua mano la parte alta del Martirio di san Maurizio nella chiesa di San Francesco a Moncalvo iniziato dal padre, ma non terminato a causa della morte improvvisa di quest'ultimo nel 1625.
L'attività tarda della Caccia è caratterizzata da un minore controllo formale accompagnato da un incupirsi dei colori utilizzati in precedenza. Nonostante alcuni dipinti siano andati perduti la produzione della pittrice supera il centinaio di dipinti conservati.
È importante ricordare tale pittrice in quanto è un esempio di religiosa che ha esercitato l'arte pittorica in quell'epoca in cui la donna era artisticamente meno considerata dell'uomo.

## Stile e caratteristiche pittoriche

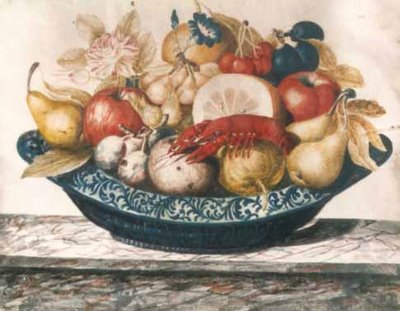
Nature morte de fruits et crustacé

Il suo stile pittorico è simile a quello arcaico fiammingo di Ludger Tom Ring e di Georg Hoefnagel, presentando una struttura compositiva semplice e equilibrata, con ogni elemento situato con cura, con particolare attenzione alla verticalità, soprattutto nelle opere con motivi floreali. Le sue nature morte includono normalmente pezzi di frutta e un animale, di solito un fagiano o un insetto. Orsola dipinge, inoltre, oggetti di devozione e crea graziose miniature con uno stile assai delicato ereditato dal padre. Queste opere si trovano oggi in collezioni private, palazzi, musei e chiese del Piemonte e si riconoscono dalla firma che contraddistingue l'artista, costituita da un fiore o un mazzo di fiori.

## Produzione artistica
La produzione della pittrice supera certamente il centinaio di dipinti conservati, e qui di seguito si fornisce solo un breve elenco, in ordine alfabetico per località, di opere più tipiche e qualitativamente meno superficiali
1. ↑   Elenco tratto da Giovanni Romano, voce Caccia, Orsola Maddalena, in "Dizionario Biografico degli Italiani", 1972, vol. 15,.

.
- Biella, Chiesa di San Sebastiano: Trinità e angeli.
- Casale Monferrato Madonna del Tempio: Incoronazione della Vergine.
- Museo civico: Concerto d'angeli.
- Castellazzo Bormida, S. Maria: Matrimonio mistico di santa Caterina.
- Chieri, S. Giorgio: Strage degli innocenti.
- Genova, Chiesa della Santissima Annunziata di Portoria: Natività.
- Moncalvo, S. Francesco: Natività del Battista; Gesù assistito dagli angeli nel deserto; Cristo coronato di spine; S. Antonino; S. Luca nello studio; Sacra Famiglia e Sant'Orsola; San Sebastiano curato dagli angeli.
- Montabone, parrocchiale: Stendardo di Sant'Orsola.
- Pavia, chiesa del Carmine: Transverberazione di S. Teresa (copia dell'originale paterno in S. Teresa a Torino)
- Oratorio del collegio Ghislieri di Pavia: Natività
- Pinacoteca Malaspina di Pavia: Natività della Vergine e Madonna col Bambino e un angelo.
- Roma, Galleria Spada: Estasi di S. Francesco.
- San Salvatore Monferrato, chiesa dell'Ospedale: Sacra Famiglia al lavoro.
- Torino, Pinacoteca sabauda: S.Cecilia.
- Torino, S. Bartolomeo: Presentazione al tempio.
- Chiesa dei francescani di Torino: B. Salvatore d'Orta.
- Villadeati, parrocchiale: Cristo assistito dagli angeli nel deserto.
- Villanova d'Asti, S. Martirio: Intercessione di S. Carlo Borromeo.

## Opere

### Nature morte
- Vaso di fiori con due uccelli, 80x45 cm, olio su tela, Municipio di Moncalvo, Asti. Maddalena Caccia realizzerà tre versioni di quest'opera.
- Vassoio con frutta e quaglia, olio su tela.

### Soggetti religiosi
- Santa Caterina, 120x86 cm, olio su tela, Museo Malaspina, Pavia
- Tobiolo con l'angelo, 252x165 cm, olio su tela, Collezione privata
- Madonna col bambino, 1596-1676, Collezione privata
- Madonna con il bambino e San Giovannino, Collezione Cavallini-Sgarbi
- La nascita della Vergine, Castello Visconteo, Pavia
- Sacra famiglia e angeli, olio di tela, Musei di Strada Nuova - Palazzo Bianco, Genova
- Il Redentore, metà del XVII secolo, olio su tela, Asti, Palazzo Mazzetti